# USV Protos
Utrechtse Studenten Volleybalvereniging Protos is een volleybalvereniging voor studenten in Utrecht. In 1957 werd de vereniging opgericht als USS. De naam werd in 1991 veranderd in USV Protos (Protos is Grieks voor de eerste). De vereniging heeft ongeveer 230 leden, verdeeld over zeven heren- en elf damesteams. USV Protos speelt in de Nederlandse Volleybalbond-competitie van de 1ᵉ divisie tot en met de 4ᵉ klasse. In het verleden (2019-2023) heeft heren 1 in de Topdivisie gespeeld.
De thuisbasis voor USV Protos is Sportcentrum Olympos, het studentensportcomplex in Utrecht.